# 688 Pułk Piechoty (III Rzesza)
688 Pułk Piechoty (niem. Infanterie-Regiment 688, IR 688) – pułk piechoty niemieckiej okresu III Rzeszy, sformowany 20 października 1940.
15 listopada 1942 przemianowany na 688 pułk grenadierów (Grenadier-Regiment 688). Oddział ten wziął udział w bitwie pod Lenino przeciwko oddziałom Armii Czerwonej i ludowego Wojska Polskiego (12–13 października 1943).